# 陳明裕
陳 明裕（ちん めいゆう(Chen Ming Yu)、1959年2月25日 - ）は、日本の歯科医師・歯学者。ニューヨーク州立大学バッファロー校歯学部矯正科客員教授、日本成人矯正歯科学会常務理事、開業医、介護支援専門員、宅地建物取引士、お笑い芸人。所属事務所は吉本興業。芸名はパンヂー陳。

## 経歴
1959年2月25日、台湾出身の両親のもとに大阪府にて生まれる。1984年昭和大学歯学部を卒業、その後大阪大学歯学部附属病院矯正歯科勤務を経て、1988年神戸大学大学院医学研究科に入学、1992年に修了。以後神戸大学医学部附属病院口腔外科医員、三菱重工業高砂製作所診療所医長を経て1994年に開業。2002年よりニューヨーク州立大学バッファロー校歯学部矯正科客員教授として、矯正科大学院生の最初の実習・講義を担当している。
2005年吉本総合芸能学院大阪校28期生として入学。以後、パンヂー陳（ぱんぢーちん）の芸名でお笑い芸人としても活動。
ゴルゴ13の大ファンで、大阪市淀川区に所有する賃貸テラスハウスに「ゴルゴ一三」と名付けた。

## 著作

### 書籍
- 陳明裕『歯科矯正治療における鎮痛剤投与便覧』東京臨床出版、1994年10月。 NCID BN11755588。
- 『最新アメリカ矯正歯科事情 特別インタビュー & JCOアンケート』編集協力 T. J. Aoba、陳明裕、JCO（USA）誌、東京臨床出版、2010年4月10日。ISBN 9784887000582。 NCID BB02443080。
- Charles Brian Preston『歯科矯正における難易度判定と難症例克服法』監訳 陳明裕、東京臨床出版、2011年4月10日。 NCID BB06201254。

### 論文
- 陳明裕、藤田邦夫、石井準之助 他「矯正治療時におけるソフトレーザー鎮痛効果の検討」『近畿東海矯正歯科学会雑誌』第25巻第1号、近畿東海矯正歯科学会、1990年12月、30-32頁、ISSN 0386-5207、NAID 10011159203。
- 陳明裕 他「矯正治療時におけるソフトレーザーの鎮痛効果の検討」『近畿東海矯正歯科学会雑誌』第25巻第1号、近畿東海矯正歯科学会、1990年12月、161頁、ISSN 0386-5207。
- 陳明裕、藤田邦夫、石井準之助、島田桂吉、平田たつみ、藤澤肇「マウス培養知覚神経節に対する低出力レーザーの影響」『日本レーザー医学会誌』第12巻Supplement、日本レーザー医学会、1990年、269-272頁、doi:10.2530/jslsm1980.12.Supplement_269、ISSN 0288-6200、NAID 130004630155。
- 陳明裕、藤田邦夫、石井準之助、島田桂吉、平田たつみ、藤澤肇「培養三叉神経線維に及ぼす低出力半導体レーザーの抑制効果」『日本レーザー医学会誌』第13巻第2号、日本レーザー医学会、1992年6月、3-9頁、doi:10.2530/jslsm1980.13.2_3、ISSN 0288-6200、NAID 80006633906。
- 陳明裕「低出力レーザー除痛効果の新しい臨床応用とその基礎生物学的研究」『神戸大学医学部紀要』第53巻第2号、神戸大学、1992年6月、35-45頁、ISSN 0075-6431、NAID 110001188776。
- 陳明裕 他「左右下顎第2大臼歯難萠出を伴ったAngle Class 2High Angle症例」『近畿東海矯正歯科学会雑誌』第27巻第1号、近畿東海矯正歯科学会、1992年12月、154頁、ISSN 0386-5207。
- 陳明裕 他「矯正治療におけるレーザー除痛効果の応用」『日本矯正歯科学会雑誌』第52巻第2号、日本矯正歯科学会、1993年4月、221-222頁、ISSN 0021-454X。
- 陳明裕、浅見勲、吉位尚、藤田邦夫、寺延治、石井準之助、寺尾牧、浜田充彦、平田たつみ、島田桂吉「歯科矯正治療における低出力レーザー除痛効果の応用」『日本レーザー医学会誌』第14巻第1号、日本レーザー医学会、1993年3月、5-11頁、doi:10.2530/jslsm1980.14.1_5、ISSN 0288-6200、NAID 130004630370。
- 陳明裕 他「矯正治療におけるHe-Neレーザー除痛効果の応用」『日本矯正歯科学会雑誌』第53巻第2号、日本矯正歯科学会、1994年4月、249頁、ISSN 0021-454X。
- 陳明裕、寺尾牧、浅見勲、吉位尚、藤田邦夫、寺延治、石井準之助、島田桂吉、浜田充彦「矯正歯科治療患者へのHe-Neレーザー照射による除痛効果の応用」『日本レーザー医学会誌』第15巻第2号、日本レーザー医学会、1994年6月、1-7頁、doi:10.2530/jslsm1980.15.2_1、ISSN 0288-6200、NAID 130004630387。
- 陳明裕、寺延治、中西孝一、石田慎也、河合智佐、山田潔、島田桂吉「ヒト成長ホルモン投与による下顎前突症の発症が疑われた一症例」『日本顎変形症学会雑誌』第4巻第2号、日本顎変形症学会、1994年、230頁、ISSN 0916-7048。
- 陳明裕、寺延治、島田桂吉、浜田充彦「矯正歯科治療時におけるゴム手袋の穿孔発生頻度およびその好発部位」『大阪大學齒學雜誌』第42巻第2号、大阪大学、1997年12月10日、202-205頁、ISSN 0473-4629、NAID 10016344041。
- 陳明裕、西村望、寺延治、古森孝英「神戸大学医学部歯科口腔外科における阪神大震災を含む過去5年間の全身麻酔症例の検討」『日本歯科麻酔学会雑誌』第27巻第4号、日本歯科麻酔学会雑、1999年9月、463頁、ISSN 0386-5835。
- 陳明裕、梅田正博、吉位尚、森鼻一浩、西村望、土井久也、寺延治、古森孝英「神戸大学医学部附属病院歯科口腔外科における阪神・淡路大震災を含む過去5年間の全身麻酔症例の臨床統計的検討」『日本歯科麻酔学会雑誌』第28巻第2号、日本歯科麻酔学会、2000年4月15日、255-256頁、ISSN 0386-5835、NAID 10007925871。
- 陳明裕、梅田正博、石井準之助、古森孝英、西村望、西村敏治「免荷期間中に出現したフィクスチャーの動揺を隣在歯の矯正学的移動により改善した1症例」『日本口腔インプラント学会誌』第14巻第1号、日本口腔インプラント学会、2001年3月、113頁、ISSN 0914-6695。
- 陳明裕、數藤正人「トゥースポジショナーをトレーに用いたホームブリーチングの矯正保定患者への臨床応用」『Orthodontic waves : journal of the Japanese Orthodontic Society : 日本矯正歯科学会雑誌』第60巻第4号、日本矯正歯科学会、2001年8月、243-246頁、ISSN 1344-0241、NAID 110004015650。
- 陳明裕、数藤正人、甲斐康司、Zhang Wei「上下左右4,左上5喪失,着色及び口蓋裂を伴う反対咬合症例(MEAWとホームブリーチングを応用して)」『日本成人矯正歯科学会雑誌』第9巻第2号、日本成人矯正歯科学会、2002年12月、43頁、ISSN 1341-0083。
- 陳明裕、Jureyda Ossama、Preston Brian C「インビザラインを用いた軽度の叢生と上顎正中離開の治療」『矯正臨床ジャーナル』第21巻第12号、東京臨床出版、2005年12月、41-50頁、ISSN 0912-1633。
- 陳明裕「矯正歯科治療とペインコントロール(前)」『矯正臨床ジャーナル』第23巻第4号、東京臨床出版、2007年4月、11-24頁、ISSN 0912-1633。
- 陳明裕「矯正歯科治療とペインコントロール(後)」『矯正臨床ジャーナル』第23巻第6号、東京臨床出版、2007年6月、11-22頁、ISSN 0912-1633。
- 陳明裕、堀田朋子、大河内昌子「Angle Class II division 1 Open bite Malocclusion」『日本成人矯正歯科学会雑誌』第14巻第2号、日本成人矯正歯科学会、2007年12月、107頁、ISSN 1341-0083。
- 陳明裕「バネ式側方拡大装置(クリニカルヒント)」『Orthodontic waves : 日本矯正歯科学会雑誌』第67巻第2号、日本矯正歯科学会、2008年6月25日、118-120頁、ISSN 1349-0303、NAID 110007008438。
- 陳明裕「SIV-3 歯科領域における低出力レーザー除痛効果の応用」『日本レーザー治療学会誌』第8巻第1号、日本レーザー治療学会、2009年、52頁、ISSN 1347-4375。
- 陳明裕「矯正歯科における低出力レーザー除痛効果の応用とその基礎生物学的研究」『日本レーザー治療学会誌』第8巻第2号、日本レーザー治療学会、2010年1月、64-69頁、ISSN 1347-4375、NAID 40017404659。
- 陳明裕、竹内千晶、米田尚子「悲しい転帰を辿ったClass III外科症例」『日本成人矯正歯科学会雑誌』第16巻第2号、日本成人矯正歯科学会、2009年12月、168頁、ISSN 1341-0083。
- 陳明裕、道澤雅裕、今井智章、藤田源太郎、加藤敬徳、遠藤健「大阪府済生会千里病院歯科口腔外科における全身麻酔症例の臨床統計学的検討」『日本歯科麻酔学会雑誌』第38巻第4号、日本歯科麻酔学会、2010年9月、474頁、ISSN 0386-5835。
- 陳明裕「歯の移動に伴う疼痛への超短時間高出力レーザーによるペインコントロール、及び低出力レーザーとの比較」『日本歯科麻酔学会雑誌』第39巻第4号、日本歯科麻酔学会、2011年9月、492頁、ISSN 0386-5835、NAID 40017404659。
- 陳明裕「混合歯列期における側方拡大後の長期安定性についての検討」『MEAW研究会雑誌』第18巻第1号、日本MEAW研究会、2011年12月、16-21頁、ISSN 1341-0334。
- 陳明裕「Kim先生没後3年目に思う…」『MEAW研究会雑誌』第18巻第1号、日本MEAW研究会、2011年12月、45-48頁、ISSN 1341-0334。
- 陳明裕「臨床に役立つワンポイントヒント　舌小帯短縮症の矯正臨床への影響とその治療術式」『矯正臨床ジャーナル』第30巻第2号、東京臨床出版、2014年2月、99-106頁、ISSN 0912-1633。

## 所属団体
- 日本歯科医師会
  - 日本歯科医学会
    - 日本口腔外科学会[3]
    - 日本矯正歯科学会 認定医、専門医[5]
      - 近畿東海矯正歯科学会[3]

    - 日本顎関節学会認定医、専門医[6]、指導医[6]、代議員[3]
    - 日本歯科麻酔学会認定医[7]・専門医[8]
    - 日本障害者歯科学会 認定医[3]
    - 日本スポーツ歯科医学会[3]
- 日本医学会
  - 日本レーザー医学会 指導歯科医[9]
- 日本成人矯正歯科学会 認定医・専門医・指導医・常任理事[3]
- 日本MEAW研究会 理事[3]
- 世界矯正歯科学会
- 世界舌側矯正歯科学会(WSLO)認定医
- アメリカ矯正歯科学会
- 吉本興業[2]